# Abraham d'Erevan
Abraham d'Erevan fou un historiador armeni del temps de Nadir Shah que va viure al segle xviii en dates exactes desconegudes. Era fill d'Hovhannes i vivia a Erevan.
La seva personalitat és força desconeguda i només es coneix la seva obra: Patmutʾiwn tʾagahori Parsits (Història del rei de Pèrsia), un manuscrit conservat a un monestir armeni catòlic a l'illa de Sant Llatzer a Venècia, editat per un monjo com Patmutʾiwn paterazmatsʾn, 1721-1736 (La història de les guerres 1721-1736) una còpia del qual fou portada a la Unió Soviètica i publicada el 1938. La seva narrativa és exclusivament un relat de les guerres sense fer esment de les condicions politiques, socials o econòmiques, i amb especial atenció a la invasió otomana del kanat d'Erevan (1724), sobre la qual és l'única font,